# Gottfried II. von Raabs
Gottfried II. von Raabs († um 1137) war von ca. 1105 bis ca. 1137 Burggraf der mittelalterlichen Burggrafschaft Nürnberg, dies gemeinsam mit seinem jüngeren Bruder Konrad I. von Raabs.

## Leben
Gottfried II. entstammte den Grafen von Raabs, einem Adelsgeschlecht von Edelfreien. Er war der Sohn von Gottfried I. von Gosham und Enkel von Ulrich von Gosham, dem Stammvater des Adelshauses, aus dem Gebiet nordwestlich von Melk, in der damals von den Babenbergern regierten Markgrafschaft Österreich. Die Bezeichnung der Grafen wurde ihrem Stammsitz entlehnt, der Burg Raabs bei Raabs an der Thaya im heutigen Bundesland Niederösterreich.
Im Jahre 1105 gerieten die Nürnberger Burg und die Stadt in die Auseinandersetzung zwischen Kaiser Heinrich IV. und seinem Sohn Heinrich V. und wurden teilweise zerstört. Damit die Burg und die Stadt für die Zukunft besser geschützt werden konnten, ernannte der Kaiser den Grafen Gottfried II. und seinen Bruder Konrad I. als Verantwortliche für die Nürnberger Burg. Sie bekamen die Burghut über die Burggrafenburg verliehen mit dem offiziellen Titel Castellan. Damit wurden beide de facto die ersten Burggrafen der Burggrafschaft Nürnberg, wenngleich die entsprechende Bezeichnung burggravius de Norinberg erstmals bei Gottfried III. von Raabs, dem Sohn von Gottfried II., nachweisbar ist.
Nach dem Tod von Gottfried II. trat zunächst sein Bruder dessen alleiniges Erbe als Herr über die Nürnberger Burggrafenburg an, bevor Gottfried III. nach dessen Tod das Burggrafenamt übernahm.